# Бездомници (филм, 2023)
„Бездомници“ (на английски: Strays) е американски комедиен филм от 2023 г. на режисьора Джош Грийнбаум, а сценарият е на Дан Перо. Във филма участват Уил Феръл, Джейми Фокс, Уил Форте, Айла Фишър, Рандъл Парк, Харви Гулен, Роб Ригъл, Брет Гелман, Джейми Деметриу и София Вергара. Филмът излиза на 9 юни 2023 г. в Съединените щати от „Юнивърсъл Пикчърс“.

## Синопсис
Едно изоставено куче на име Реджи събира екип с другите бездомни кучета, за да отмъсти на бившия си собственик.

## Актьорски състав
- Уил Феръл – гласът на Реджи, изоставеното куче[3]
- Джейми Фокс – гласът на Бъг[3]
- Айла Фишър – гласът на Маги[4]
- Рандъл Парк – гласът на [5]
- Уил Форте – Дъг, бившият собственик на Реджи[3]
- Брет Гилман – Уили
- Роб Ригъл – гласът на Ролф, полицейското куче
- Джош Гад – Гъс
- София Вергара – гласът на Далила
- Джейми Деметриу – гласът на Честър
- Грета Лий – Бренда
- Джими Татро – гласът на Фин
- Харви Гилен – Шитстейн
- Денис Куейд – себе си

## Продукция
През август 2019 г. Фил Лорд и Кристофър Милър подписват сделка от пръв поглед с „Юнивърсъл Пикчърс“. През май 2021 г. „Юнивърсъл“ откупи правата на филма, комедия за възрастни, написан от Дан Перо, докато Лорд и Милър са предложени да продуцират заедно с Ерик Фийг и Луи Льотерие. Филмът е копродукция между Picturestart и Rabbit Hole Productions. Снимките започват през 2021 г. в Атланта, Джорджия. Продукцията е сключена през декември 2021 г.

## Излизане
Филмът излиза по кината на 18 август 2023 г. от „Юнивърсъл Пикчърс“.